# Alberto Ammann Rey
Alberto Ammann Rey (Córdoba, Argentina; 20 d'octubre de 1978) és un actor argentí. Ha exercit diferents papers en cinema, televisió i teatre, destacant el paper protagonista en la pel·lícula espanyola Celda 211, que li va reportar el Premi Goya al millor actor revelació i també la seva actuació en la sèrie Narcos.
També va actuar a la sèrie Apaches en 2017.

## Biografia
Alberto Ammann va néixer a Córdoba, Argentina, fill del periodista, polític i escriptor Luis Alberto Ammann i Nélida Rei. En 1978, amb un mes d'edat, es trasllada amb els seus pares a Espanya (Madrid i Las Palmas de Gran Canaria), durant la dictadura militar argentina, i va retornar a l'Argentina en 1982. Anys després, torna a Espanya per a realitzar els seus estudis.
Ha rebut formació com a actor a l'escola de Juan Carlos Corazza, també va estudiar en el Seminari de Teatre Jolie Libois, situat a la província de Còrdova. Va tenir com a professors a Rubén Andalor, Willy Ianni i Ricky Ceballos.
El 14 de febrer de 2010, en la XXIV gala dels Premis Goya, va obtenir el premi al Millor Actor Revelació, per la seva actuació en la pel·lícula Celda 211.
Al setembre de 2017 va fundar al costat de Clara Méndez-Leite l'Escola per a l'Art de l'Actor al barri madrileny de Malasaña. La escuela cuenta con un pequeño teatro con 45 localidades. A finals de 2017 Ammann i Méndez-Leite també es van fer càrrec del Teatro de las Culturas (anteriorment anomenat Teatro del Arte) al barri madrileny de Lavapiés. La sala compta amb 146 localitats. El teatro fou inaugurat amb el monòlog Qué varas mae de l'actor costa-riqueny Leynar Gómez.

## Chanel
Al setembre de 2010 va rodar a París un anunci per a la marca Chanel al costat de l'actriu britànica Keira Knightley, el qual es va estrenar el 21 de març de 2011.

## Premis
Premis Goya
| Any  | Categoria              | Pel·lícula | Resultat  |
| ---- | ---------------------- | ---------- | --------- |
| 2010 | Millor actor revelació | Celda 211  | Guanyador |
| 2024 | Millor actor revelació | Upon Entry | Nominat   |

Premis Gaudí
| Any  | Categoria                   | Pel·lícula | Resultat |
| ---- | --------------------------- | ---------- | -------- |
| 2024 | Millor protagonista masculí | Upon Entry | Nominat  |

## Trajectòria

### Cinema
- 2009: Celda 211, de Daniel Monzón
- 2010: Lope, d'Andrucha Waddington
- 2011: EVA, de Kike Maillo
- 2012: Invasor, de Daniel Calparsoro
- 2013: Tesis sobre un homicidio, de Hernán Goldfrid
- 2013: Combustión, de Daniel Calparsoro
- 2013: Mindscape, de Jorge Dorado
- 2014: Betibú, de Miguel Cohan

+ 2020: El año de la furia, de Rafa Russo

### Televisió
- 2008: Plan América (sèrie de televisió, un episodi)
- 2010: No soy como tú
- 2010: La princesa de Éboli
- 2016: Marte (sèrie de TV)
- 2017: Narcos
- 2018: Apaches
- 2019: Narcos: México

### Teatre
- Las brujas de Salem (dirigida per Ricardo Ceballos)
- Paria (dirigida per Guillermo Ianni)